# Elio Gabbuggiani
Elio Gabbuggiani (San Piero a Sieve, 17 giugno 1925 – Firenze, 24 marzo 1999) è stato un politico e partigiano italiano.

## Biografia
Nacque a San Piero a Sieve (FI) il 17 giugno 1925, ha conseguito il diploma in ragioneria.
Durante la Resistenza fece parte delle Squadre di azione patriottica.

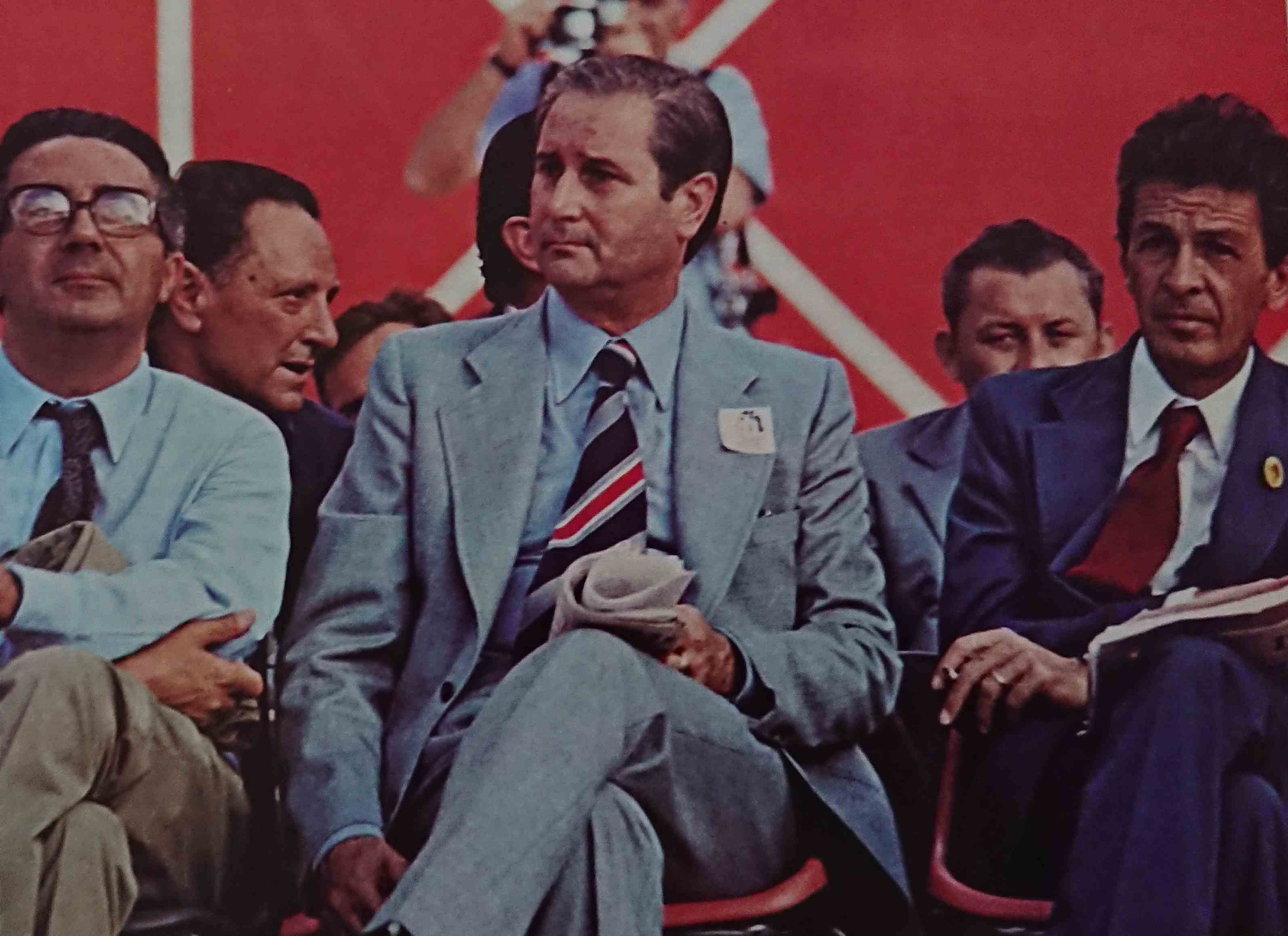
Gabbuggiani tra Armando Cossutta ed Enrico Berlinguer (1976)

È stato consigliere alla Provincia di Firenze dal 1960 al 1970, Presidente della Provincia di Firenze 1962 al 1970.
Nel suo doppio ruolo di presidente della provincia di Firenze e dell'URPT (Unione Regionale Province Toscane) predispose la struttura della nascente Regione Toscana: la proposta statutaria, gli studi sullo sviluppo economico e sulle strutture ed i servizi regionali.
Nel giugno 1970 è stato eletto consigliere regionale nella circoscrizione di Firenze, nella lista del Partito Comunista Italiano. Per l'intero mandato (1970-1975) fu presidente del Consiglio Regionale.
Rieletto al Consiglio Regionale nel giugno 1975, sempre nella circoscrizione di Firenze, sempre nella lista del Partito Comunista Italiano. Si dimise un mese dopo, quando fu eletto sindaco del Comune di Firenze. Rimase in carica fino al 1983.
Ha fatto parte del comitato centrale del Partito Comunista Italiano. Eletto alla Camera dei deputati nella IX e nella X Legislatura, fece parte della commissione parlamentare d’inchiesta sulla P2. Concluse il proprio mandato parlamentare nel 1992.
È deceduto il 24 marzo 1999 all'età di 73 anni. Per il suo impegno e per la sua dedizione alla città di Firenze gli è stata intitolata una via nel nuovo insediamento di Porta al Prato, dietro alla omonima stazione, in una zona di recente riqualificazione alle porte del Centro storico di Firenze e del Parco della musica e della cultura.